# Phreatia amabilis
Phreatia amabilis är en orkidéart som beskrevs av Pieter van Royen. Phreatia amabilis ingår i släktet Phreatia och familjen orkidéer.
Artens utbredningsområde är Papua Nya Guinea. Inga underarter finns listade i Catalogue of Life.